# الجلاء (منبج)
الجلاء بلدة سوريّة تتبع إداريّاً لمحافظة حلب منطقة منبج ناحية مسكنة، بلغ تعداد سكانها 1,096 نسمة حسب التعداد السكاني لعام 2004.